# Shaoling
Shaoling är ett stadsdistrikt i Luohe i Henan-provinsen i norra Kina.